# Giorgio Piunti
Giorgio Piunti (Ascoli, 11 febbraio 1990) è un cestista italiano.

## Carriera
Cresce nelle giovanili della Sutor Montegranaro, con cui fa il suo esordio in campo (dopo alcune convocazioni a referto senza mai scendere in campo) il 14 ottobre 2007 contro la Legea Scafati. Nel 2009-10 si trasferisce in prestito alla Stamura Basket Ancona nel campionato di Serie B Dilettanti; nel 2010-2011 rimane nella categoria ma passa alla Naturino Civitanova.
Nel 2011 fa ritorno alla Sutor e in Serie A 2011-12 disputa 10 incontri, mettendo a referto 18 punti totali. Nel 2012-2013 esordisce alla prima giornata negli ultimi minuti contro la Sidigas Avellino.
Nel 2014, svincolatosi dalla Sutor si trasferisce al Basket Lecco, in DNB, dove rimane per due stagioni.
Il 30 giugno 2016 viene ufficializzato il suo ingaggio da parte della Pallacanestro Orzinuovi, squadra sempre partecipante al campionato nazionale di Serie B, conquistando al termine della stagione la promozione in Serie A2.